# Établissements Ballot
Die Établissements Ballot waren ein französischer Motoren- und Automobilhersteller.

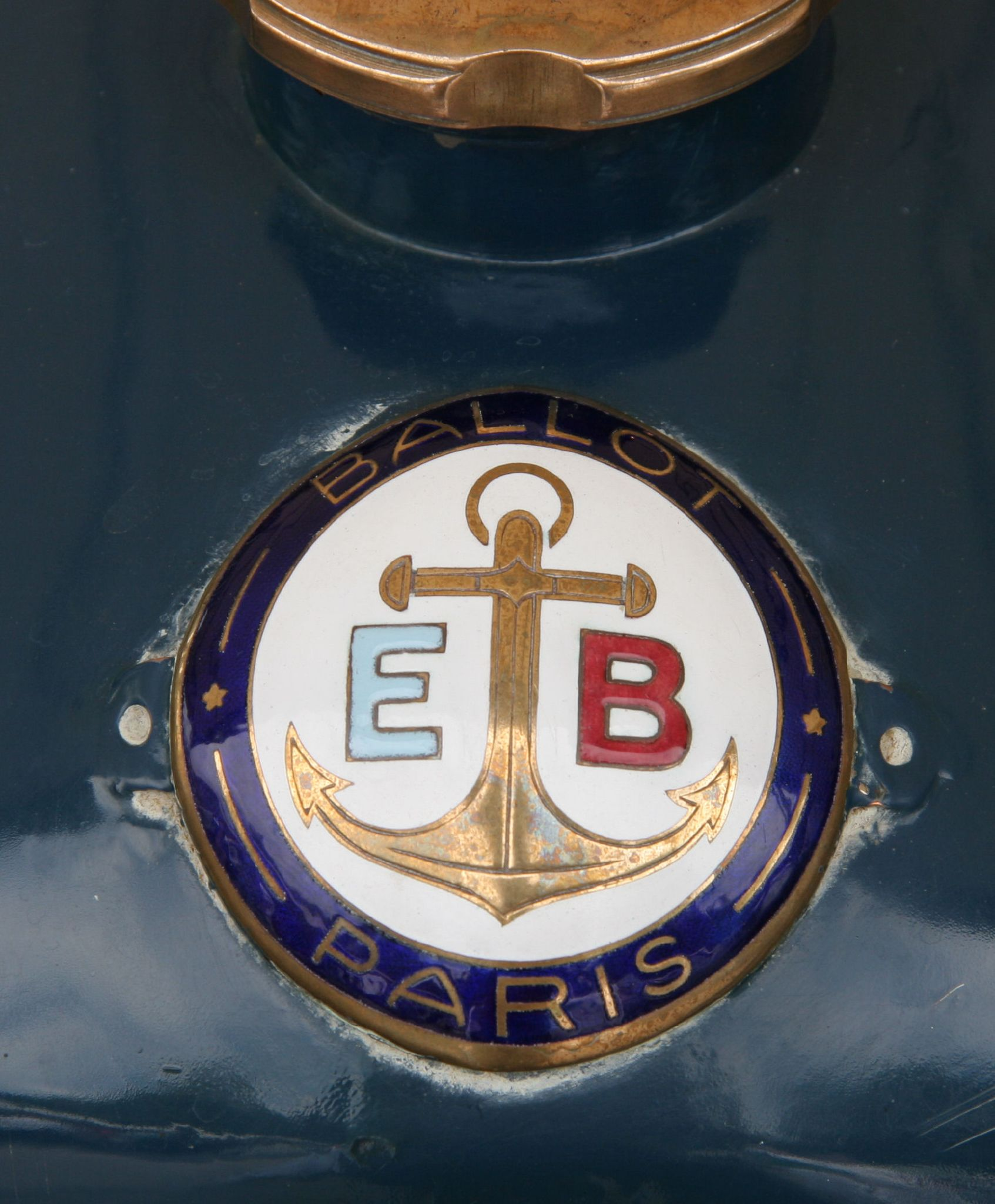
Logo auf einem Ballot 3L von 1920

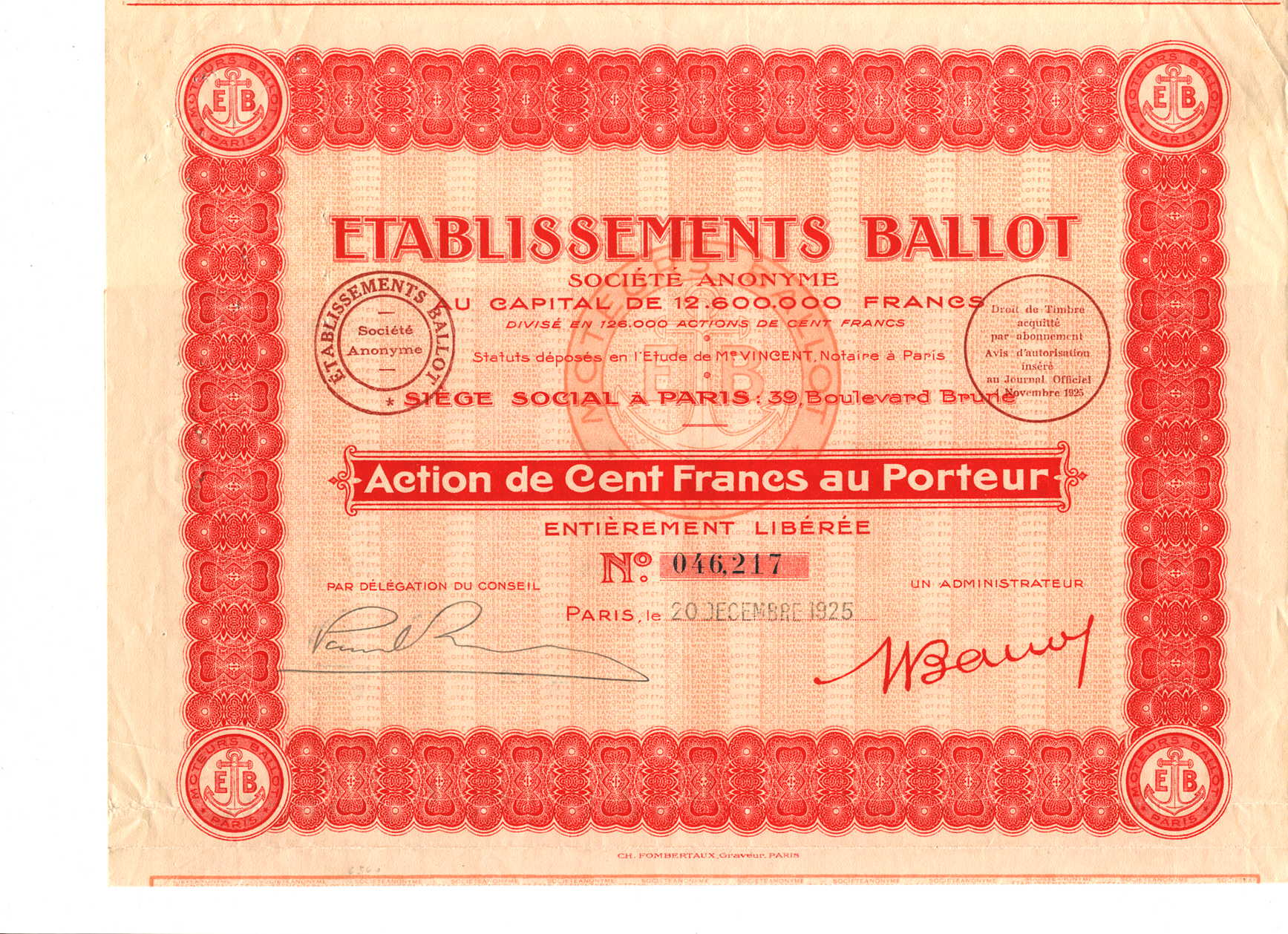
Aktie der Établissements Ballot von 1925

## Unternehmensgeschichte
Die Brüder Édouard Ballot und Maurice Ballot gründeten 1905 in Paris das Unternehmen Établissements Ballot. Sie produzierten Stationärmotoren, Schiffsmotoren (daher auch der Anker im Firmenlogo) und Einbaumotoren für Automobile, zum Beispiel für die Marken Delage und Barré. Erst 1919 entstanden eigene Autos, die auch im Rennsport eingesetzt wurden. Chefkonstrukteur wurde Ernest Henry. 1932 übernahm die Société Française Hispano-Suiza das Unternehmen.

## Fahrzeuge

### Rennwagen
Zunächst entstanden Rennwagen wie der 3/8 LC oder der 3LR. Ballot nahm als Ausgangspunkt für das Fahrzeug die Voiturette Peugeot Bébé, eine wegweisende Konstruktion von Ettore Bugatti. Das Fahrzeug hatte einen konventionellen Leiterrahmen und wog nur ca. 1050 kg. Ballot verwendete eigene Achtzylindermotoren mit zwei oben liegenden Nockenwellen (DOHC) und vier Ventilen pro Zylinder (32V). Sie leisteten aus 2973 cm³ 107 bhp (78,8 kW) bei 3800/min.
Ballot war Anfang der 1920er Jahre recht erfolgreich. So gewann Ralph DePalma 1920 die Elgin National Trophy in den USA für Italien (er wurde erst 1920 US-Staatsbürger). Werksfahrer René Thomas, vor dem Ersten Weltkrieg Sieger an den Indianapolis 500 für Delage, erreichte dort auf einem Ballot 3LR 1920 den zweiten Platz. Beim Großen Preis von Frankreich 1921 trat Ballot als erste Marke mit mechanischen Vierradbremsen an und galt daher als Favorit. Im Rennen belegte Ballot hinter Duesenberg die Plätze zwei (Ralph DePalma; Ballot 3L) und drei (Jules Goux; Ballot 2LS); Duesenberg war seinerseits erstmals mit hydraulisch betätigten Bremsen an allen vier Rädern angetreten. Goux gewann den Großen Preis von Italien 1921 in Brescia vor Jean Chassagne; DePalma fiel aus (alle auf Ballot 3L).

### 2 Litres
1921 folgte als erstes Straßenmodell der 2 Litres. Der Vierzylindermotor verfügte über 1998 cm³ Hubraum. Im Modell Sport 2 LS, von dem in den Jahren von 1921 bis 1924 100 Exemplare entstanden, leistete dieser Motor 80 PS. Im Tourisme 2 LT, den es von 1923 bis 1929 gab, leistete der Motor 40 PS und im Tourisme-Sport 2 LTS, den es von 1925 bis 1929 gab, 50 PS. Außerdem gab es 1927 innerhalb dieser Modellreihe den Prototyp 2 LT 6 mit einem Sechszylindermotor und 1990 cm³ Hubraum.

### RH
1927 erschien das erste Modell dieser Modellreihe mit Achtzylindermotor. Im Modell RH von 1927 bis 1928 kam ein Motor mit 2617 cm³ Hubraum zum Einsatz. 1928 folgte der RH 2, dessen Motor über 2875 cm³ Hubraum verfügte. Als letztes Modell erschien 1929 der RH 3 mit einem Motor mit 3050 cm³ Hubraum und 70 PS Leistung.

## Bildergalerie

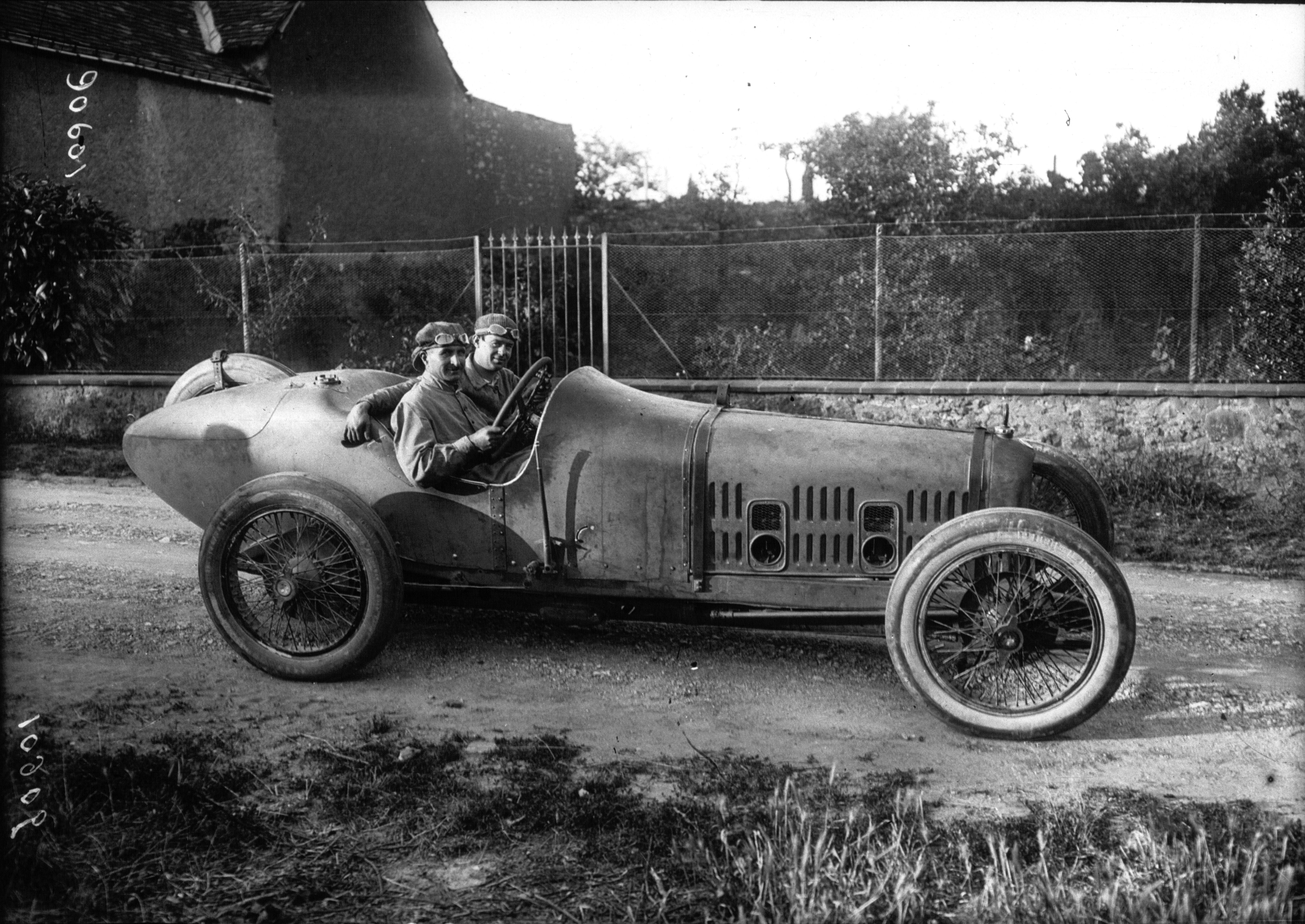
Ballot-Werksfahrer Jean Chassagne auf Ballot 3L vor dem Großen Preis von Frankreich 1921; Chassagne fiel in Runde 17/30 aus
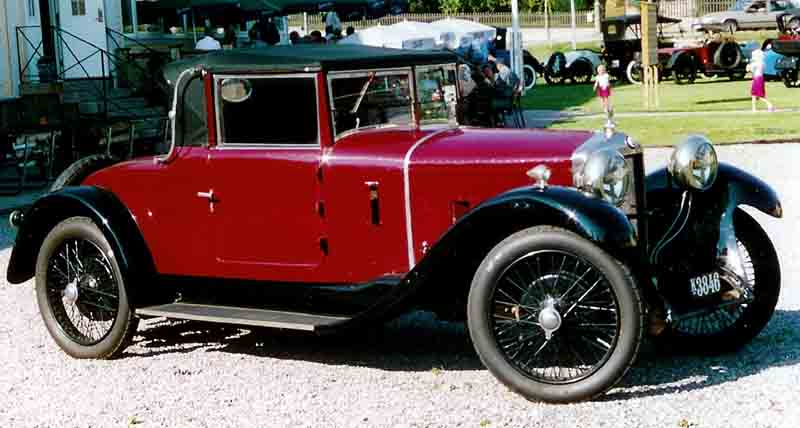
Ballot 2 LTS Cabriolet (1925)
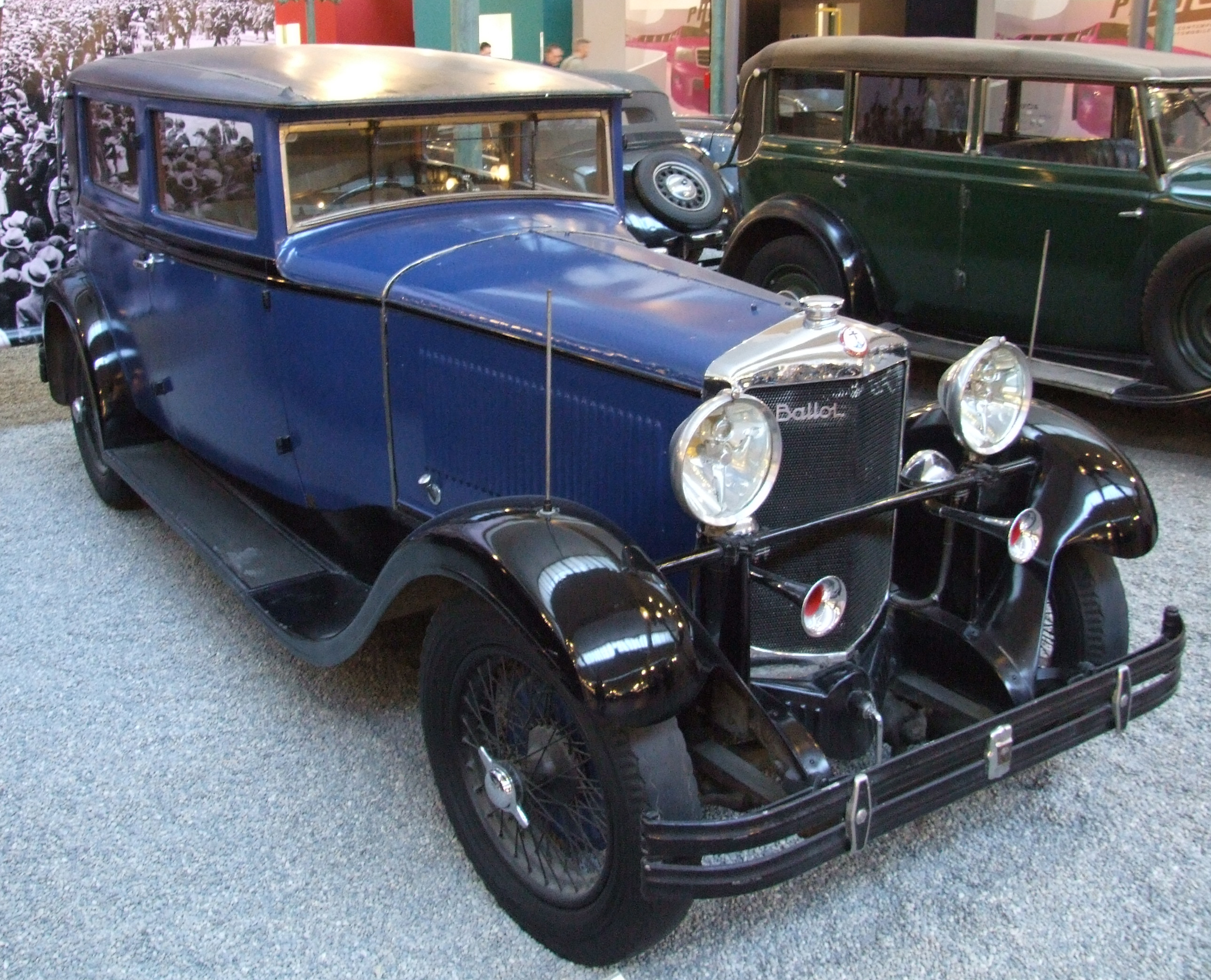
Ballot RH 3 (1930), Cité de l’Automobile, Mülhausen
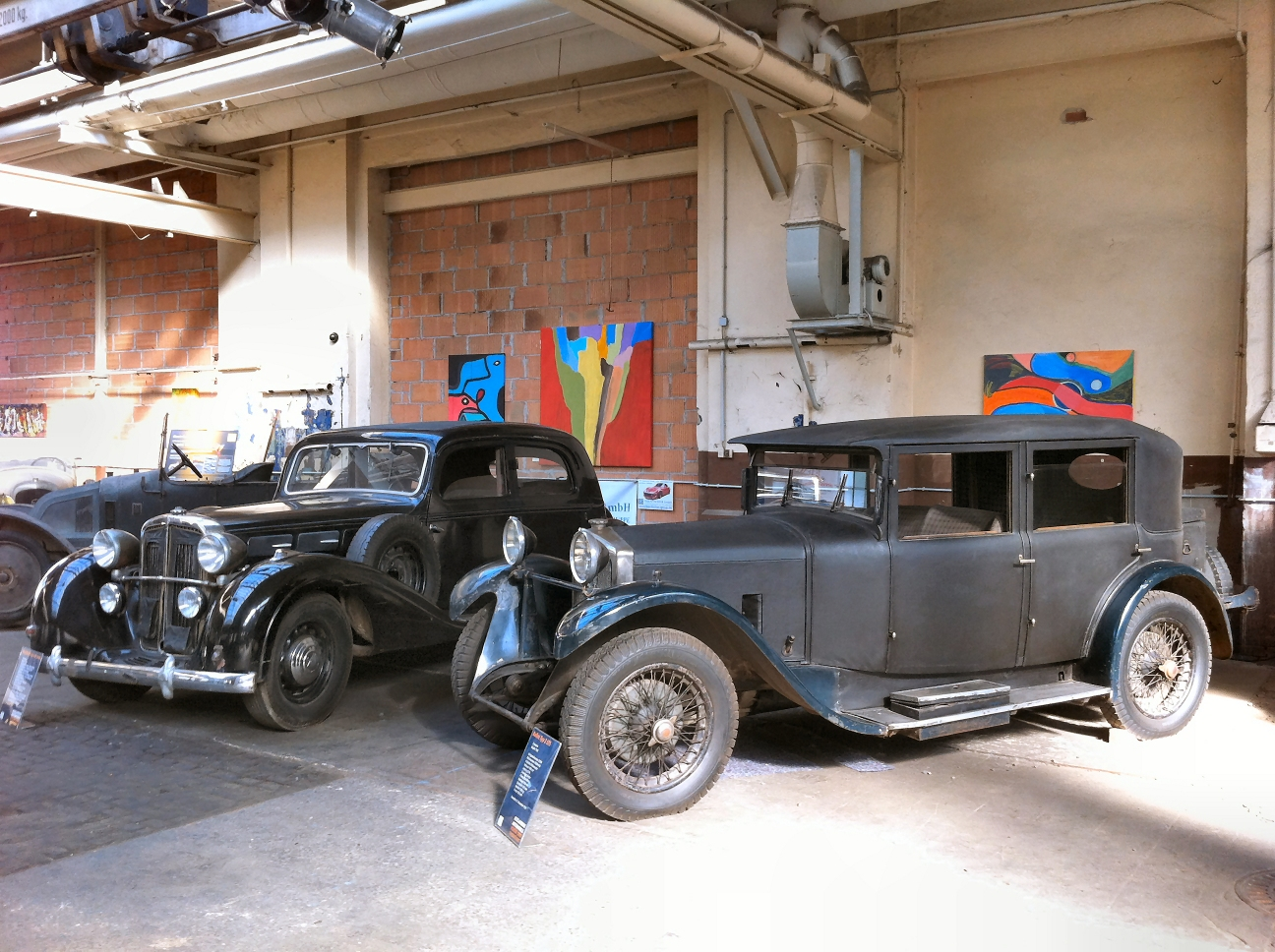
Ballot (1925) aus Sammlung Schlumpf